# Playmate
Playmate (с англ. — «подружка плейбоя») — женщина-модель, представленная на развороте журнала Playboy как Playmate of the Month (англ. подружка месяца журнала Playboy).
На центральном развороте журнала помещается её фотография в стиле ню, а также краткая биография и основные данные, такие как дата рождения, рост, вес, размеры и пр. В конце каждого года из двенадцати Playmate of the Month выбирается одна Playmate of the Year (англ. подружка года журнала Playboy) — PMOY.
В настоящее время в качестве приза PMOM получает $25 000, а PMOY — $100 000, а также автомобиль и мотоцикл. Кроме того, PMOY обычно выбираются для участия в ежегодном празднике Playboy. На январь 2009 года в «подружки месяца» было выбрано 664 девушки.

## Юбилейные девушки года Playboy
- 60-я годовщина (январь 2014): Роос ван Монтфорт
- 55-я годовщина (январь 2009): Даша Астафьева
- 50-я годовщина (январь 2004): Коллин Шеннон
- 45-я годовщина (январь 1999): Джейми Бергман
- 40-я годовщина (январь 1994): Анна-Мари Годдард
- 35-я годовщина (январь 1989): Фавна Макларен
- 30-я годовщина (январь 1984): Пенни Бейкер
- 25-я годовщина (январь 1979): Кэнди Лавинг
- 20-я годовщина (январь 1974): Нэнси Кэмерон
- 15-я годовщина (январь 1969): Лесли Бьянчини
- 10-я годовщина (январь 1963): Донна Мишель
- 5-я годовщина (январь 1958): Джойс Ниццари